# Steinschlag (Sachschaden)

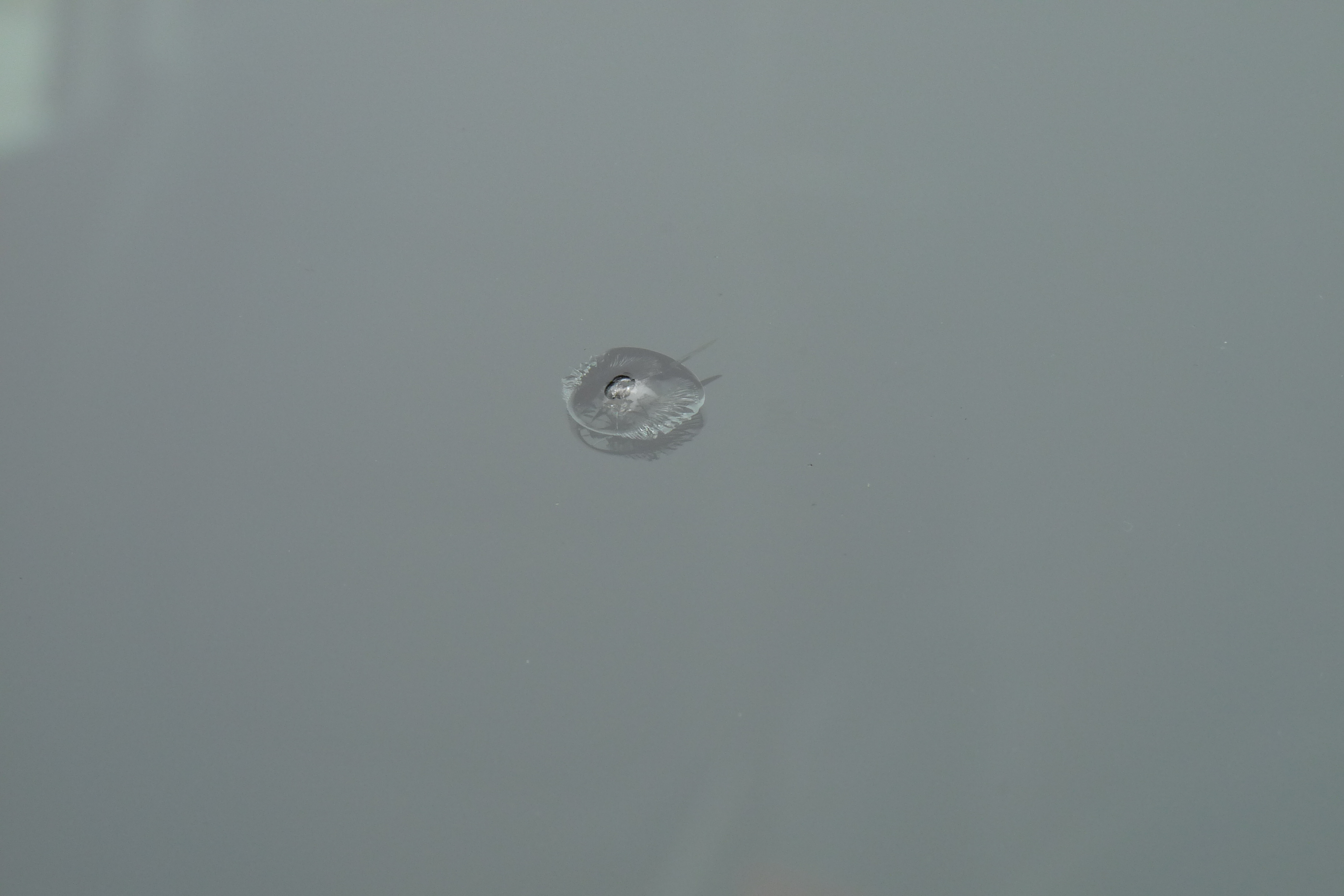
Windschutzscheibe, durch Steinschlag beschädigt

Von Steinschlag spricht man, wenn vorausfahrende Kraftfahrzeuge Beschädigungen durch aufgewirbelte Steine an den nachfolgenden Fahrzeugen verursachen. Hierbei handelt es sich neben dem Sachschaden auch um ein allgemeines Verkehrsrisiko, insbesondere, wenn die Windschutzscheibe betroffen ist und Sichtbehinderungen während der Fahrt auftreten.

## Haftung
Den Schaden muss der Fahrzeughalter selbst tragen, wenn kein Verursacher festgestellt werden kann. Eine Haftung des Verursachers kann geltend gemacht werden, wenn unangemessene Geschwindigkeit, beispielsweise im Bereich von Geschwindigkeitsbegrenzungen auf Schotterstraßen oder an Straßenbaustellen, ursächlich waren.
Für Schäden an der Windschutzscheibe kann allerdings die Teilkaskoversicherung in Anspruch genommen werden.
Wird die beschädigte Scheibe nicht ausgetauscht, sondern repariert, verzichten viele Versicherungen auf eine vereinbarte Selbstbeteiligung. Ein Steinschlag an der Windschutzscheibe im Sichtfeld darf nicht repariert werden. Die Abmessungen der Schadensstelle  und die Lage des Sichtfelds sind per EG-Richtlinie definiert.

## Recht (Deutschland)
Befindet sich ein Steinschlag auf der Windschutzscheibe außerhalb des Sichtbereichs des Fahrers (etwa DIN-A4 große Fläche auf Augenhöhe, ca. die Schnittmenge aus Wischerfeld und Lenkradbreite) und mindestens 10 cm entfernt vom Rand und ist in der Summe maximal 5 cm lang, so ist die Weiterfahrt erlaubt und der Schaden kann repariert werden. Sind diese Grenzwerte überschritten, so muss die gesamte Scheibe ausgetauscht werden, ansonsten drohen Bußgeld und Punkte im Zentralregister. Ein solcher Schaden gilt als erheblicher Mangel bei der Hauptuntersuchung und verhindert das Erteilen der Plakette.

## Steinschlag (Natur)
Im Unterschied dazu ist normaler Steinschlag als in den Verkehrsraum fallendes Gestein ein natürliches Elementarereignis und unterliegt anderen rechtlichen Regelungen.